# Унгёр, Осман Зеки
Осман Зеки Унгёр (тур. Osman Zeki Üngör; 1880, Константинополь — 28 февраля 1958, Стамбул) — турецкий композитор, скрипач и дирижёр, первый руководитель Президентского симфонического оркестра. Он стоял у истоков Государственной консерватории, был её первым директором. Его выдающейся работой является гимн Турции «Марш независимости».

## Биография
Родился в 1880 году в стамбульском районе Ускюдар в семье продавца сахара. Его дедом был придворный музыкант Сантури Хильми Бей. Окончил среднюю школу при военном училище Бешикташ и в возрасте 11 поступил на обучение в Музыкальную оркестровую академию султана, где быстро обратил на себя внимание учителей и султана Абдул-Хамида II. Потому вскорости ему стали преподавать главные скрипачи Вондра Бей и д’Арадна Паша.
После окончания обучения Унгёр получил работу скрипача в оркестре, затем занял позицию главной скрипки и, наконец, в 1917 году стал дирижёром. С его подачи оркестр преобразовался из военного оркестра в симфонический. Также Унгёр давал уроки в Стамбульской мужской гимназии, а на выходных давал концерты перед Французским Союзом. Кроме того он дирижировал в Вене, Берлине, Дрездене, Мюнхене, Будапеште и Софии.
В 1922 году Унгёр приобрёл популярность благодаря написанной им музыке к национальному гимну страны на слова Мехмета Акифа Эрсоя. Вскоре Унгёр занял пост главного дирижёра Симфонического оркестра в Анкаре.
Унгёр был ключевой фигурой в учреждении Musiki Muallim Mektebi — предшественника нынешней Государственной консерватории при университете Хаджеттепе, которым руководил с 1924 по 1934 годы. Он поддерживал закон, гарантирующий одарённым студентам поддержку государства и выдачу стипендий обучающимся за границей.
Выйдя на пенсию в 1934 году, Унгёр поселился во дворце Машка в Стамбуле, где скончался в 1958 году в возрасте 78 лет. Согласно его последней воле, над его могилой сыграли гимн, что сделало его вторым после Эрсоя человеком в истории Турции, над чьей могилой был исполнен «Марш независимости». Он похоронен на кладбище Караджаахмет района Ускюдар.
Его сын Экрем Зеки пошёл по стопам отца, став скрипачом и преподавателем музыки.